# Building (revista australiana)
Building, también conocida como Building: the magazine for the architect, builder, property owner and merchant, fue una revista mensual publicada por la editorial Building Publishing Company en Nueva Gales del Sur, Australia entre los años 1907 y 1942. Posteriormente fue publicada bajo los siguientes títulos: Building and Engineering, Building, Lighting and Engineering, Building, Products, Projects and Trends in Building, Building: Australia's National Building Journal y Construction.

## Historia de la publicación
La revista Building fue publicada por primera vez en septiembre de 1907 por la editorial Building Publishing Company, establecida por George y Florence Mary Taylor. La revista "ofreció comentario influyente en el entorno construido en Australia para la próxima mitad de siglo". Florence Taylor escribió una columna regular en la revista qué destacó el trabajo de las mujeres en la arquitectura.
Desde 1927 hasta octubre de 1930, la revista fue el órgano oficial del Federación de Maestros constructores asociados de Australia, y entre noviembre de 1930 y 1942, fue el órgano oficial de la Federación de Maestros Constructores de Australia.
En septiembre de 1942 el título cambió a Building and Engineering (1942-1952); la revista después pasó a ser Building, Lighting and Engineering (1952-1968). En 1968 cambió nuevamente el título a Building (1968-1970), y entonces a Products, Projects and Trends in Building (1971-1972). En 1972 el título volvió a Building, también conocida como Building: Australia's National Building Journal (septiembre 1972 - noviembre 1972). En noviembre de 1972 la revista fue absorbida por Construction.

## Digitalización
Los números de la revista, desde el Vol. 1, núm. 1 (septiembre 1907) al Vol. 36, Núm. 216 (12 de agosto de 1925) han sido digitalizados por la Biblioteca Nacional de Australia.